# Rhyacophila tristis
Rhyacophila tristis là một loài Trichoptera trong họ Rhyacophilidae. Chúng phân bố ở miền Cổ bắc.